# Harry Ricardo
Sir Harry Ralph Ricardo (Londra, 26 gennaio 1885 – 18 maggio 1974) è stato un ingegnere britannico, progettista e innovatore nel campo dei motori a combustione interna nei primi anni del loro sviluppo.
Fra i suoi tanti altri lavori, egli introdusse migliorie nella progettazione dei motori per i primi carri armati e coordinò la ricerca sulla fisica della combustione interna, che portò all'utilizzo del numero di ottano come parametro tecnico fondamentale.
Ricardo fu determinante nello sviluppo del motore con valvola a manicotto.
Progettò inoltre la precamera detta Comet, grazie alla quale divenne possibile costruire dei motori diesel prestanti a basso costo.

## Biografia
Harry Ralph Ricardo nacque a Londra nel 1885, primo figlio dell'architetto Halsey Ricardo e di Catherine Jane, figlia di Sir Alexander Meadows Rendel, ingegnere civile. 
Il padre era fratello del famoso economista politico David Ricardo, un ebreo sefardita di origine portoghese. Grazie a una famiglia relativamente ricca, ebbe la possibilità di studiare alla Rugby School. Nell'ottobre 1903 si iscrisse al Trinity College di Cambridge come studente di ingegneria civile. Pare che Ricardo sapesse utilizzare strumenti e macchine da costruzione già dall'età di dieci anni.
Nel 1911 Ricardo sposò Beatrice Bertha Hale, una studentessa d'arte alla Slade School of Art di Londra e figlia di Charles Bowdich Hale, medico della famiglia Ricardo. Ebbero tre figlie e trascorsero la maggior parte della loro vita coniugale a Lancing ed Edburton nel West Sussex.
Nel 1904, alla fine del suo primo anno a Cambridge, Ricardo decise di partecipare all'evento del Club dell'Automobile dell'Università: una gara per progettare una macchina che potesse coprire la maggiore distanza con 1 imp qt (1,14 l) di benzina. Il suo motore era monocilindrico e il più pesante fra tutti, ma il suo design motociclistico vinse la competizione coprendo una distanza di 64 km. Si laureò nel 1906 e trascorse l'anno successivo come ricercatore a Cambridge.

## Carriera
La prima attività professionale svolta da Ricardo fu come co-amministratore delegato di Vauxhall: in quel ruolo dette un contributo significativo nella progettazione del motore Vauxhall ideato e progettato da Laurence Pomeroy per il RAC 3200 km di prova del 1908.
Prima ancora di laurearsi progettò un motore motociclistico a due tempi per studiare l'effetto della forza della miscela sul processo di combustione. Ottenuta la laurea, la piccola azienda Lloyd e Plaister si mostrò interessata alla realizzazione del motore. Ricardo realizzò due progetti motoristici di diverse dimensioni. Del modello più piccolo furono venduti circa 50 esemplari fino al 1914, quando la guerra interruppe la produzione.
Nel 1909 progettò un motore a due tempi da 3,3 litri per suo cugino Ralph Ricardo, fondatore e proprietario di una piccola azienda di produzione di automobili, la "Two Stroke Engine Company", a Shoreham-by-Sea. Il motore sarebbe dovuto essere utilizzato nell'auto Dolphin. Le auto erano ben fatte ma non erano competitive sul piano del prezzo. L'azienda ebbe maggior successo realizzando motori a due tempi per barche da pesca. Nel 1911, tuttavia, l'azienda fallì e Ralph partì per l'India. Ricardo continuò a progettare motori per piccoli impianti di illuminazione elettrica, prodotti da due diverse aziende fino al 1914.

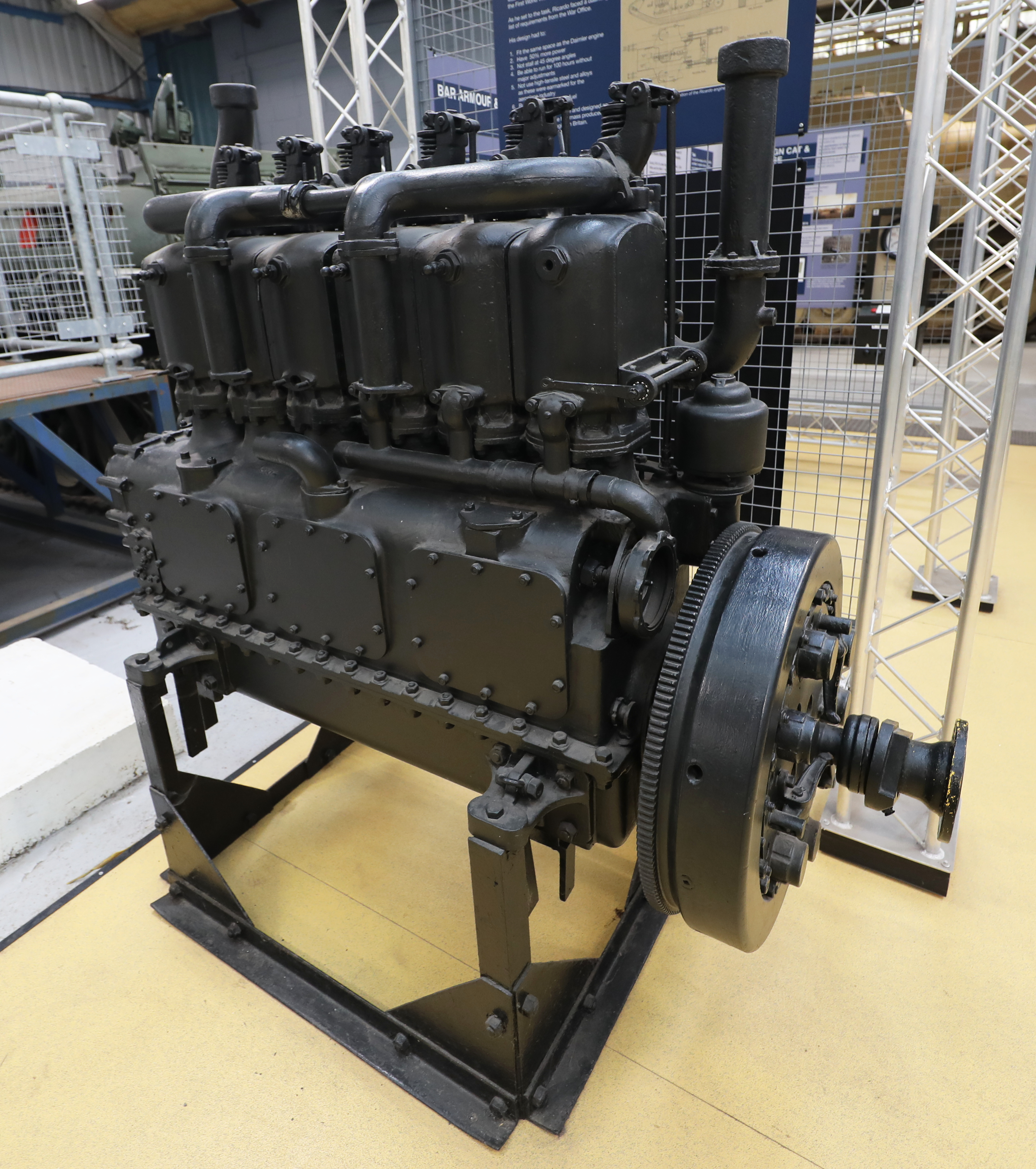
Motore del carro armato Harry Ricardo

Nel 1915 Ricardo creò una nuova azienda, la "Engine Patents Ltd.", responsabile dello sviluppo del motore utilizzato con successo per il primo progetto di carro armato, il Mark V. Il motore Daimler con valvola a manicotto utilizzato nel Mark I generava abbondanti quantità di fumo che rivelavano subito la sua posizione. A Ricardo fu chiesto di esaminare il problema e decise che era necessario un nuovo motore. Le aziende esistenti furono in grado di intraprendere la costruzione di un tale motore, però il design venne progettato da Ricardo stesso. Oltre ad aver ridotto le emissioni di fumo, il nuovo motore era molto più potente dei precedenti. Sviluppava infatti 152 CV (110 kW) rispetto ai precedenti 106 CV (78 kW), e nelle successive versioni prodotte raggiunse la potenza di 228 CV (168 kW) e 258 CV (190 kW). Nell'aprile 1917 vennero prodotti 100 motori a settimana. Un totale di oltre 8000 motori furono montati su carri armati e messi in servizio in ambito militare rendendo così questo motore, il primo di progettazione britannica, ad essere prodotto in gran numero. Il carro armato Mark IX, così come la versione britannica del Mark VIII, utilizzava un motore Ricardo. I motori, oltre ad essere montati sui carri armati, furono utilizzati in Francia per fornire potenza e luce alle officine di base, agli ospedali, ai campi, ecc.
Nel 1917 il suo vecchio mentore, Bertram Hopkinson, allora Direttore Tecnico presso il Ministero dell'Aeronautica, lo invitò a unirsi alla nuova struttura di ricerca sui motori presso il Dipartimento di Aeronautica Militare, che in seguito sarebbe diventata la RAE. Nel 1918 Hopkinson fu ucciso mentre volava su un Bristol Fighter e Ricardo prese il suo posto. Da quel momento in poi il dipartimento, parallelamente alla ricerca, cominciò a produrre una serie di motori sperimentali i cui risultati si materializzarono in un costante aiuto nel successivo sviluppo dell'industria dei motori sia britannica che mondiale.
Uno dei primi grandi progetti di ricerca di Ricardo riguardò la problematica della combustione irregolare, nota come battito di testa. Per studiare il problema costruì un motore di prova con un rapporto di compressione variabile, all'epoca un esempio unico al mondo. Ciò portò alla definizione del numero di ottano per i combustibili, oltre a notevoli investimenti nella ricerca e messa a punto di additivi e sistemi di raffinazione in grado di migliorare il numero di ottano dei combustibili stessi. La drastica riduzione dei consumi, a seguito dell'utilizzo di carburante ad alto numero di ottano, fu la motivazione diretta del rilascio del permesso per Alcock e Brown di volare sull'Atlantico con i loro bombardieri Vickers Vimy, adattati alle modifiche di cui sopra.

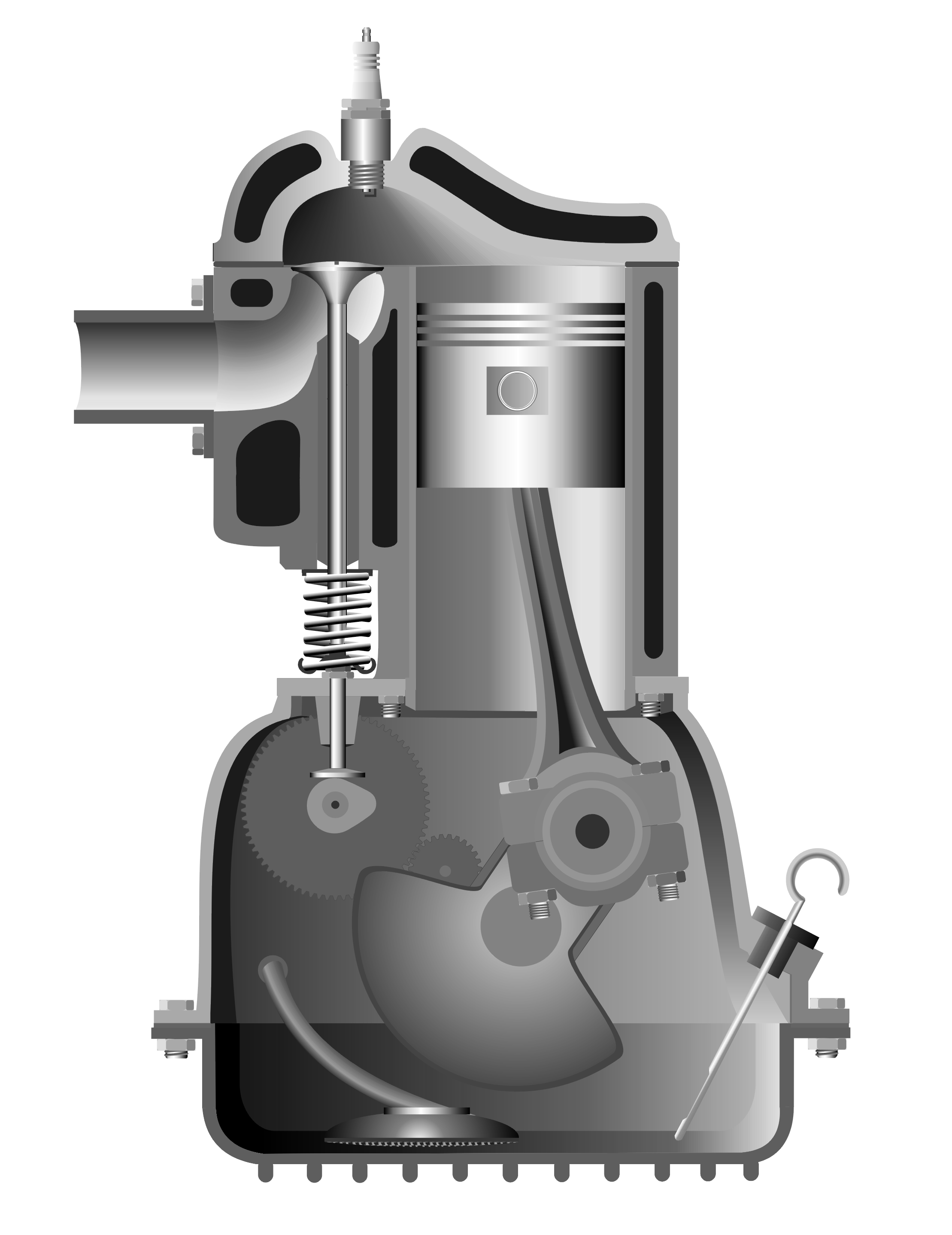
Motore a valvole laterali con "Testa turbolenta" di Ricardo

Nel 1919 studiò i fenomeni che interessavano la combustione interna sia del motore a benzina che del motore diesel. Notò che la turbolenza all'interno della camera di combustione aumentava la velocità della fiamma e poteva ottenere questo risultato agendo sulla testata del cilindro. Si rese infatti conto che, compattando la camera il più possibile, si sarebbe ridotta la distanza che la fiamma stessa doveva percorrere con riduzione probabile della detonazione. In seguito sviluppò la camera a vortice ad induzione, un tentativo per ottenere un movimento ordinato dell'aria nel motore diesel, con il vortice che veniva avviato da collettori inclinati e, successivamente, accentuato tramite il passaggio dell'aria in un piccolo volume cilindrico. Infine sviluppò la camera di turbolenza in fase di compressione per i motori diesel. Questo design portò ad una intensa vorticosità con un benefico aumento della pressione e una ottimizzazione del consumo di carburante.
Il design della camera di turbolenza in compressione fu chiamato design "Comet" (brevettato nel 1931), successivamente concesso in licenza ad un gran numero di aziende per il suo utilizzo sui motori di camion, autobus, trattori e gru, nonché auto private e taxi. La camera di combustione Comet fu utilizzata nei primi autobus diesel della Associated Equipment Company (AEC), gestiti nel 1931 dalla London General Omnibus Co, successivamente parte del London Passenger Transport Board / London Transport. Un suo successivo sviluppo caratterizzò la prima autovettura diesel prodotta in serie al mondo vale a dire la Citroën Rosalie del 1934. Ciò significava che la Gran Bretagna era all'epoca leader mondiale nel campo dei motori diesel veloci per il trasporto su strada. Questo vantaggio si perse nel Regno Unito a causa della pesante tassa imposta sul gasolio nel bilancio del 1938.
Ricardo progettò anche il motore Vauxhall TT del 1921 che fu descritto da Cecil Clutton in Motor Sport come un tour de force, nel RAC TT del 1922 dove O Payne della Ricardo Vauxhall arrivò 3°.
Jean Chassagne, al Gran Premio del 1921 Sunbeam, vinse il titolo di gran lunga sugli altri concorrenti. Il motore fu successivamente sviluppato da Mays e Villiers che montarono un compressore e fu vincitore quindici anni dopo.
Nel 1922 e nel 1923 Ricardo pubblicò un'opera in due volumi, The Internal Combustion Engine (Il motore a combustione interna).
Nel 1927 fondò la Ricardo Consulting Engineers (ora nota come Ricardo plc) a Shoreham-by-Sea, che è diventata una delle principali società di consulenza automobilistica al mondo ed è quotata alla Borsa di Londra.
Sebbene Ricardo non abbia inventato la valvola a manicotto, nel 1927 emise un fondamentale documento di ricerca che delineava i vantaggi della suddetta valvola a manicotto e suggerì che i motori con valvola a fungo non sarebbero stati in grado di offrire potenze oltre i 1495 CV (1.100 kW). In seguito alla emissione di questo documento furono sviluppati numerosi motori per aeromobili con valvole a manicotto, in particolare da Napier, Bristol e Rolls-Royce. Bristol produsse Perseus, Hercules, Taurus e Centaurus, Napier produsse Napier Sabre e Rolls-Royce produsse Eagle e Crecy, tutti utilizzanti valvole a manicotto.
Nel 1929 fu eletto membro della Royal Society.
Il lavoro di Ricardo sulla valvola a manicotto influenzò lo sviluppo dei motori aeronautici britannici degli anni Trenta e durante gli anni di guerra. Migliorò il motore Rolls-Royce Merlin, usato nel Mosquito, dotandolo di un sistema di arricchimento di ossigeno per migliorarne le prestazioni.
Le sue idee esercitarono una grande influenza a livello globale e il suo lavoro garantì alla Gran Bretagna, durante gli anni '30, la possibilità di produrre combustibili di potenza sempre maggiore che furono di aiuto anche per la Germania nello sviluppo di un carburante sintetico ad alto numero di ottano per uso aeronautico. Quest'ultimo carburante fu utilizzato, ad esempio, sul caccia Focke-Wulf Fw 190, il quale fu tra le principali cause delle pesanti perdite subite dai Supermarine Spitfire della RAF nel 1942. Allo stesso modo, la ricerca di Ricardo relativa al miglioramento della inibizione della detonazione a mezzo di iniezione d'acqua, fu sfruttata dagli ingegneri tedeschi (MW 50) per fornire ai loro motori aeronautici una potenza elevata in condizioni di emergenza.
Durante il 1941-1945 Ricardo fu membro del comitato consultivo dell'Ingegneria del Gabinetto di Guerra.
Ricardo collaborò anche alla progettazione delle camere di combustione e del sistema di controllo del carburante del motore a reazione di Sir Frank Whittle.
Nel 1944 fu eletto presidente dell'Istituzione degli ingegneri meccanici. Nel 1945 lui e sua moglie si trasferirono da Shoreham-by-Sea a Graffham, sempre nel West Sussex.
Nominato cavaliere nel 1948 in riconoscimento del suo lavoro nel campo dell'ingegneria della combustione interna, nel 1964 si ritirò dal lavoro attivo nella Ricardo Consulting Engineers rimanendo tuttavia in contatto con vari ingegneri operanti all'interno dell'azienda.
Nel 1974, all'età di 89 anni, subì una lesione pelvica in seguito a una caduta. Morì sei settimane dopo, il 18 maggio.

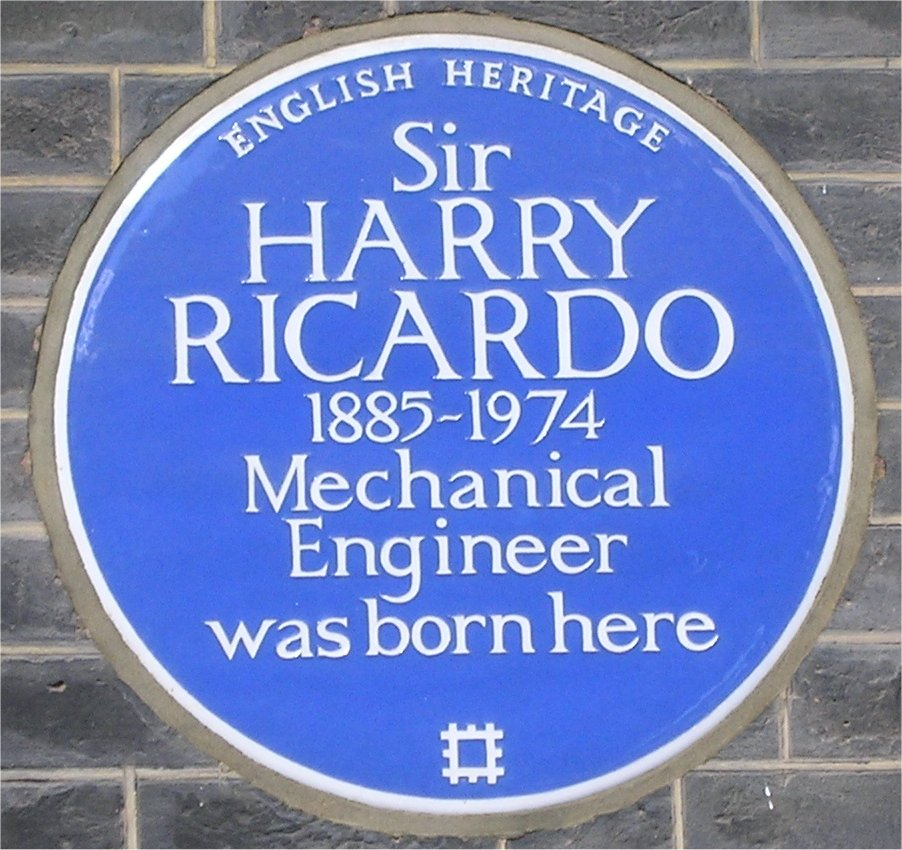
Targa blu a Bedford Square 13, Londra

Il 16 giugno 2005 una targa blu è stata posta all'esterno della casa natale di Ricardo a Bedford Square, Londra. Il 1º luglio 2010, l'Institution of Mechanical Engineers ha conferito un Engineering Heritage Award a Sir Harry Ricardo in riconoscimento della sua vita e del suo lavoro, nonché come uno dei principali ingegneri del ventesimo secolo. Questa targa, onorante il patrimonio ingegneristico, connessa con il primo motore a combustione interna che Harry Ricardo progettò e costruì da studente, è attualmente in mostra nell'area espositiva dell'azienda Ricardo plc.

## Ricardo plc
Nel 1915, Ricardo fondò la Engine Patents Ltd, società oggi nota come Ricardo plc. In quell'anno fu contattato dalla Royal Naval Air Service con l'obiettivo di fornire supporto tecnico nella progettazione di un dispositivo di manovra per i carri armati posizionati a bordo di vagoni ferroviari. Furono prodotti circa 8000 motori per alimentare i carri armati, rendendolo il primo motore a combustione interna prodotto in serie nel Regno Unito. Questi motori trovarono anche applicazioni per l'alimentazione di generatori in officine, ospedali e campi. Il successo di questa impresa rese una cifra pari a £ 30.000. Con questo capitale, nel 1919, Ricardo acquistò un terreno dove realizzò la sede dell'azienda, che vi ha ancora sede oggi.